# Campionato nordamericano di rugby a 15 2018
Il Campionato Nordamericano di rugby 2018 (in inglese 2018 Rugby Americas North Championship) è stata la 11ª edizione del campionato Nordamericano di rugby a 15 organizzata dal Rugby Americas North, la confederazione continentale rugbistica centro-nordamericana.

## Squadre partecipanti
Guyana e il Messico non partecipano perché impegnate nel nuovo torneo del Americas Rugby Challenge ad agosto insieme alle squadre sudamericane di rugby, Columbia e Paraguay.

Le squadre sono divise in tre gironi di merito chiamati "Championship", "Cup" e "Trophy".

Il vincitore del "Championship", sarà campione Nordamericano.
La prima classificata escludendo USA South, parteciperà a uno spareggio contro la squadra peggio classificata tra le due Nordamericane del Americas Rugby Challenge che varrà la partecipazione al Americas Rugby Challenge 2019.

È prevista la promozione e la retrocessione tra i gruppi di "Championship" e "Cup", ma non tra i gruppi "Cup" e "Trophy".
| Championship                                             | Cup                   | Trophy                                  |
| -------------------------------------------------------- | --------------------- | --------------------------------------- |
| - Bermuda - Isole Cayman - Trinidad e Tobago - USA South | - Barbados - Giamaica | - Curaçao - Rep. Dominicana - Guadalupa |

## Championship

### Incontri
| Hamilton 12 maggio 2018 | Bermuda | 28 – 48 referto                                                              | USA South | National Stadium |
| 7’ Healy 48’ McGowan 57’, 77’ Dill mt 3’, 22’ Miller 12’ Riley 14’ Gunderson 35’ Schlotman 54’ Gartin 63’ Williams 8’, 49’, 58’, 77’ Archibald tr 4’, 16’, 22’, 54’, 64’ Baistrocchi c.p. 70’ Baistrocchi |         |                                                                              |           |                  |
| |         |                                                                              |           |                  |
| 7’ Healy 48’ McGowan 57’, 77’ Dill | mt      | 3’, 22’ Miller 12’ Riley 14’ Gunderson 35’ Schlotman 54’ Gartin 63’ Williams |           |                  |
| 8’, 49’, 58’, 77’ Archibald | tr      | 4’, 16’, 22’, 54’, 64’ Baistrocchi                                           |           |                  |
| | c.p.    | 70’ Baistrocchi                                                              |           |                  |

| Port of Spain 19 maggio 2018 | Trinidad e Tobago | 27 – 24 referto                    | Bermuda | St. Antony’s College |
| 12’ Hosang 32’ Richards 72’ Joseph mt 8’ Brown 42’ Archibald 79’ Cedenio 12’, 33’, 73’ Navarro tr 8’, 43’, 80’ McGowan 62’, 75’ Navarro c.p. 49’ McGowan |                   |                                    |         |                      |
| |                   |                                    |         |                      |
| 12’ Hosang 32’ Richards 72’ Joseph | mt                | 8’ Brown 42’ Archibald 79’ Cedenio |         |                      |
| 12’, 33’, 73’ Navarro | tr                | 8’, 43’, 80’ McGowan               |         |                      |
| 62’, 75’ Navarro | c.p.              | 49’ McGowan                        |         |                      |

| Grand Cayman 9 giugno 2018                                                                                    | Isole Cayman | 20 – 19 referto              | Bermuda | Truman Bodden Stadium |
| 4’ Everard 12’ Gibson 58’ tecnica mt 20’ Boyce tr 20’ Archibald 62’ Hayward c.p. 45’, 52’, 53’, 59’ Archibald |              |                              |         |                       |
| |              |                              |         |                       |
| 4’ Everard 12’ Gibson 58’ tecnica                                                                             | mt           | 20’ Boyce                    |         |                       |
| | tr           | 20’ Archibald                |         |                       |
| 62’ Hayward                                                                                                   | c.p.         | 45’, 52’, 53’, 59’ Archibald |         |                       |

| Port of Spain 16 giugno 2018 | Trinidad e Tobago | 34 – 33 referto                | USA South | St Mary's College Ground, |
| 17’ Stewart 39’ Guerra 45’ Quashie 55’ Pantor 76’ Silverthorn 80+4’ Alleyne mt 9’ Nazon 40’ Grant 40+1’ Paul 17’, 80+4’ Navarro tr 9’, 40’, 40+1’ Baistrocchi c.p. 15’, 21’, 48’, 79’ Baistrocchi |                   |                                |           |                           |
| |                   |                                |           |                           |
| 17’ Stewart 39’ Guerra 45’ Quashie 55’ Pantor 76’ Silverthorn 80+4’ Alleyne | mt                | 9’ Nazon 40’ Grant 40+1’ Paul  |           |                           |
| 17’, 80+4’ Navarro | tr                | 9’, 40’, 40+1’ Baistrocchi     |           |                           |
| | c.p.              | 15’, 21’, 48’, 79’ Baistrocchi |           |                           |

| Cancellato | Isole Cayman | – | Trinidad e Tobago |  |

| Atlanta 7 luglio 2018 | USA South | 42 – 14                    | Isole Cayman | Old White Rugby Club |
| 5’ Maughan 32’ Cassell 42’, 53’ Erasmus 67’ Coleman mt 62’ Stringer 80’ Everard 33’, 43’, 53’, 67’ Baistrocchi tr 62’ Shelver 80’ John-Goode 14’, 18’, 23’ Baistrocchi c.p. |           |                            |              |                      |
| |           |                            |              |                      |
| 5’ Maughan 32’ Cassell 42’, 53’ Erasmus 67’ Coleman | mt        | 62’ Stringer 80’ Everard   |              |                      |
| 33’, 43’, 53’, 67’ Baistrocchi | tr        | 62’ Shelver 80’ John-Goode |              |                      |
| 14’, 18’, 23’ Baistrocchi | c.p.      |                            |              |                      |

Classifica
|  | Classifica        | G | V | N | P | PF | PS | diff. | BM | BS | PT |
|  | ----------------- | - | - | - | - | -- | -- | ----- | -- | -- | -- |
|  | USA South         | 2 | 2 | 0 | 0 | 90 | 42 | +48   | 2  | 0  | 10 |
|  | Isole Cayman      | 2 | 1 | 0 | 1 | 34 | 61 | -27   | 0  | 0  | 4  |
|  | Bermuda           | 2 | 0 | 0 | 2 | 47 | 68 | -21   | 1  | 1  | 2  |
|  | Trinidad e Tobago | 0 | 0 | 0 | 0 | 0  | 0  | 0     | 0  | 0  | 0  |

A causa della rinuncia di Trinidad e Tobago all'incontro con Isole Cayman previsto per il 23 giugno, e dell'impossibilità di riprogrammare la partita, Trinidad e Tobago è escluso dal torneo.
- USA South Campione Nordamericano
- Isole Cayman allo spareggio per la qualificazione al Americas Rugby Challenge.

## Cup

### Incontri
| Bridgetown 28 aprile 2018 | Barbados | 14 – 60 | Giamaica | Garrison Savannah (170 spett.) |

| Ewarton 12 maggio 2018 | Giamaica | 37 – 29 | Barbados | Ewarton Sports Complex |

## Thropy

### Incontri
| Willemstad 14 aprile 2018 | Curaçao | 17 – 46 | Rep. Dominicana | Bonam Ground |

| 12 maggio 2018 | Guadalupa | 5 – 7 | Curaçao |  |

| 9 giugno 2018 | Rep. Dominicana | 17 – 39 | Guadalupa |  |

Classifica
|  | Classifica      | G | V | N | P | PF | PS | diff. | BM | BS | PT |
|  | --------------- | - | - | - | - | -- | -- | ----- | -- | -- | -- |
|  | Guadalupa       | 2 | 1 | 0 | 1 | 44 | 24 | +20   | 1  | 1  | 6  |
|  | Rep. Dominicana | 2 | 1 | 0 | 1 | 63 | 56 | +7    | 1  | 0  | 5  |
|  | Curaçao         | 2 | 1 | 0 | 1 | 24 | 51 | -27   | 0  | 0  | 4  |